# Madre María Luisa Zancajo de la Mata
María Luisa Zancajo de la Mata (Sinlabajos, Ávila, 4 de noviembre de 1911 - Madrid, Madrid, 5 de junio de 1954), fue la fundadora de la Congregación Religiosa de la Misioneras de la Caridad y la Providencia, es considerada una de las mayores místicas españolas.[cita requerida]

## Reseña biográfica
Nace el 4 de noviembre de 1911 en Sinlabajos, Ávila (España)
La parálisis infantil hizo mella en ella muy temprano .A los 29 años funda la Congregación de Misioneras de la Caridad y la Providencia en Madrid, el 8 de junio de 1941.
En 1951, con gran espíritu misionero, se instala en el Barrio de las Cuevas de Hellín (Albacete) España. Fue una gran enamorada de Cristo y llena de los Carismas del Espíritu.Tras seguir un camino de santidad  desde el más grande anonimato y silencio, muere a los 42 años en Madrid el 5 de junio de 1954. Su proceso de canonización actualmente está en estudio por el Vaticano.
La semilla ha fructificado y su espíritu está vivo, presente en los Continentes donde se extiende su Obra: España, América y África. Sus restos reposan en la capilla de la Casa Madre en Hellín (Albacete) España.
- Datos: Q67311509